# Dieter Reith
Dieter Reith (* 25. Februar 1938 in Mainz; † 1. April 2020) war ein deutscher Jazzpianist, -organist, Arrangeur und Komponist.
Reith wurde 1972 dadurch bekannt, dass er zusammen mit Peter Herbolzheimer und Jerry van Rooyen die Olympiaeinzugsmusik für das Orchester Kurt Edelhagen komponierte und arrangierte. Dafür wurden diese drei Musiker mit einer Goldenen Schallplatte und dem Bundesverdienstkreuz am Bande ausgezeichnet.

## Leben und Wirken
Reith nahm ab 1945 Klavierunterricht, zunächst mit rein klassischer Ausrichtung. Ab 1956 spielte er Jazz im Club Katakombe in Mainz. Nach dem Abitur 1958 studierte er Musikwissenschaft und experimentelle Physik. Auch absolvierte er ein Praktikum im Bereich der Tontechnik. 1961 bestand er ein Probespiel als Pianist bei der SWF-Bigband, deren Pianist er von 1962 bis 1971 war. Außerdem war er von 1970 bis 1976 Organist in Peter Herbolzheimers Rhythm Combination & Brass. Von 1971 bis 1973 spielte er Klavier im Orchester Kurt Edelhagen (WDR). 
Nachdem er 1973 seinen Wohnsitz nach Stuttgart verlegt hatte, leitete er für zahlreiche Produktionen die SWR Big Band und das SWR-Rundfunkorchester. Außerdem fungierte er als Arrangeur für viele TV-Projekte, Rundfunkproduktionen und Tonträger. Bekannt wurde er unter anderem durch seine Arbeit für die Fernsehsendung Verstehen Sie Spaß?, wo er als Dirigent der begleitenden SWR Big Band von 1980 bis 2002 tätig war. Ab 1997 war er Mitglied im Werkausschuss der GEMA.
Reith spielte u. a. mit den folgenden Musikern zusammen: Stan Getz, Jean-Luc Ponty, Art Farmer, Frank Rosolino, Niels-Henning Ørsted Pedersen, Kenny Clarke, Philip Catherine, Benny Bailey, Slide Hampton, Maynard Ferguson, Toots Thielemans, Herb Geller
Er starb am 1. April 2020 im Alter von 82 Jahren.

## Jazzaufnahmen unter eigenem Namen
- a happy afternoon, 1965
- Open Drive, 1968
- Reith On!, 1969
- Hammond Explosion, 1972
- Knock Out, 1975
- Join Us, 1978 mit Wilton Gaynair, Stephan Diez, Jean Warland, Joe Nay
- ManicOrganic (Mons Records, 2001), mit Allan Harris, Thomas Vogel, Marc Godfroid, Peter Weniger, Rainer Heute, Frank Kuruc, Dave King, Wolfgang Haffner

## Ausgewählte Aufnahmen mit anderen Musikern
- Charly Antolini: Drum Beat, 1964
- Charly Antolini: Special Delivery, 1979
- Peter Herbolzheimer: My Kind Of Sunshine, 1970/1971
- Peter Herbolzheimer: Wide Open, 1973
- Peter Herbolzheimer: Waitaminute, 1973
- Peter Herbolzheimer: Scenes, 1974
- Peter Herbolzheimer: Jazz Gala, 1976
- Peter Herbolzheimer: Hip Walk, 1976
- Peter Herbolzheimer: Masterpieces, 1995 (Sampler)
- Knut Kiesewetter: Stop, Watch and Listen, 1970

## Filmmusik (Auswahl)
- 1969: Husch, husch ins Körbchen
- 1970: Abarten der körperlichen Liebe
- 1974: Gemeinderätin Schumann
- 1977: Die Kette
- 1980: Tatort – Tote reisen nicht umsonst
- 1987: Der Schatz im Niemandsland